# 未来の二つの顔
『未来の二つの顔』（みらいのふたつのかお, 原題 The Two Faces of Tomorrow）は、ジェイムズ・P・ホーガンによるSF小説。1979年に発表された。
本作以前にも高度な知性を持ったコンピュータが人類に対して反乱を起こすフランケンシュタイン・コンプレックスを主題としたSF小説や映画は多くあったが、そのほとんどは現実のコンピュータ工学の成果や実情に基づかないファンタジーであった。本作は「人格や意志を持たないコンピュータ（人工知能）がなぜ人類に対して反乱を起こすのか」という古くからある命題に対して、コンピュータ工学的に裏付けられた合理的な解釈を与えている。人工知能に関する漠然とした、しかし根源的な問いに回答を与えるハードSFであり、ホーガンの代表作のひとつである。
謝辞が人工知能学界の大御所であるマーヴィン・ミンスキーに捧げられていることから、現実の人工知能研究による学問的知見が豊富にバックグラウンドとして与えられていることが判る。それが本作を過去の類似作にはないハードSFとして特徴付けている。
また、未来予測的なデバイスも多く登場し、無線ネットワーク接続された個人端末およびそれによる個人追跡、飛行型工作ロボット「ドローン」の定義など、他の作品に多大な影響を与えるとともに、一部の機器は実用化されつつある。

## あらすじ
人類が月面にまで生活圏を広げた未来、地球圏では高度な推論能力を持つAI搭載コンピュータであるHESPERによる複合コンピュータネットワーク(タイタン・ネットワーク)が人類の生活の隅々まで入り込んで、人間の生活の便宜を図っていた。
ある日、月面の掘削工事現場が、マスドライバーから打ち出された岩石で爆撃されるという事故が起きる。調査の結果、工事担当者が丘陵を掘削する工事の立案と施工を推論コンピュータHESPERに命じるにあたり示した条件＜緊急度高・制限事項なし＞にもとづいて、HESPERが「通常の土木機械を手配して工事を行うよりも遙かに短い工期で工事を完了する」ために、配下の貨物用マスドライバーで打ち出した岩石を落下させて丘陵を破砕する「掘削工事手法」を編み出して実行したことが判明した。
これは、人工知能の推論には、人間が暗黙のうちに仮定する制約条件、いわゆる常識が欠けていることが原因であった。
人類はHESPERの推論プログラムが単純であることが原因であると考え、より進んだ次世代の推論プログラムであるFISEに置き換える事で対応しようとする。既に人類社会はHESPERに依存しており、それ以前の世代のシステムに戻すことは論外であった。
しかし、HESPERの開発責任者であるダイアー博士は、次世代の推論プログラムに基づく人工知能は学習によって自分自身を改変できることから、機能維持のために自己保存機能を有するようになり、いずれは自身の機能維持に必要なリソース配分を優先して人間の命令に背く様になる、即ち、意図せずして人類に対して敵対行動をとる可能性を示唆する。そして、人類社会から物理的にも電子的にも切り離された、竣工したばかりのトーラス型スペースコロニーを舞台に、人類と人工知能が敵対したときに、どちらが最終的に支配権を確保できるかを確認する実験を行うことを提案する。
想定される結末は2つであることから、二つの顔を持つ神「ヤヌス」の名がつけらたコロニーは、独立したエネルギープラント、コロニー全体を保守する部材・機材を生産できる産業プラント、各種作業用の小型ドローンとその生産ライン、人類のための食料プラント、広大な生活空間を備えた地球社会のミニチュアであった。
このミニ地球に、不測の事態に備えて実験に携わる科学者と軍人を住民として居住させ、最悪の事態に備えた最終防護策をコロニーの深奥部に密かに仕組んだ。そして、次世代人工知能を制御コンピュータとする次世代ネットワーク「スパルタクス」を構築してコロニー全体の運営・管理を委ねると同時に、意図的にそのジョブを妨害して対立を引き起こすことで、コロニーの制御を奪いあう戦争状態を作り、人類と人工知能のどちらが他方を支配するのかを見極めるべく大規模な実験が企てられた。
そして、人類とスパルタクスの、軍隊とドローンの群れの戦争が始まる。

## 漫画版
1993年に星野之宣によってコミカライズされた。ほぼ原作に忠実な内容だが、ラストシーンのみ星野によるアレンジが施されている。英訳版を読んだホーガンは「原作よりもよい結末だ」と称賛している。

## 日本語版既刊一覧
- ジェイムズ・P・ホーガン（著）/ 山高昭（訳）、東京創元社・創元SF文庫（1983年4月）ISBN 978-4488663056
- 漫画版：星野之宣（著）/ ジェイムズ・P・ホーガン（原作）、講談社「ミスターマガジン」連載（1993年第4号 - 1994年第4号）
  - 第1巻（1993年10月）KCDX-423 ISBN 4-06-319423-X
  - 第2巻（1994年4月）KCDX-462 ISBN 4-06-319462-0
番外編『未来のおまけの顔』収録
  - 講談社漫画文庫版（2002年3月）ISBN 978-4063601640